# Elísio Summavielle
Elísio Costa Santos Summavielle ComIH • GOIH (Lisboa, 31 de agosto de 1956) é um funcionário público, gestor cultural e político português.

## Biografia
Na sua juventude passou pelo Colégio Moderno e, posteriormente, licenciou-se em História, pela Faculdade de Letras da Universidade de Lisboa, com especialização em História da Arte.

## Carreira
Iniciou a sua carreira como professor do ensino secundário, tendo sido admitido, no ano de 1985, como técnico superior do Instituto Português do Património Cultural (entidade sucedida pelo IPPAR e, depois, pelo IGESPAR). Desenvolveu a sua carreira no IGESPAR, que daria origem à DGPC em 2011.
Foi Secretário de Estado da Cultura num governo formado pelo Partido Socialista, tendo como Primeiro-Ministro José Sócrates e Gabriela Canavilhas como Ministra da Cultura.
Nomeado presidente do Centro Cultural de Belém (CCB) pelo governo de António Costa, em março de 2016, o Jornal i descreve Summavielle nestes termos: além da tourada (quase sempre em companhia com João Soares), gosta de música e particularmente de jazz. Além disso, segundo ele diz,  dedica-se a coisas mais sérias: ao património cultural. Militante de base do PS, candidatou-se por idênticos interesses à presidência da Câmara Municipal de Mafra. Motivo: é do concelho, já que a Ericeira, onde passa os fins de semana, é a sua terra de eleição. Esteve envolvido na organização do evento Lisboa 94 Capital da Cultura (Exposição Mundial de 1998) e teria depois disso um papel de relevo no CCB. 
Em março de 2018, a direção de Summavielle no CCB anunciou o lançamento do concurso para a construção de um hotel e uma galeria com restaurantes, bares e lojas, a poente do edifício, completando a parte que ficou por executar do projeto original de Vittorio Gregotti e Manuel Salgado. Cessou funções como presidente do CCB em 2023..
A 24 de maio de 1995, foi agraciado com o grau de Comendador da Ordem do Infante D. Henrique, pelo Presidente da República, Mário Soares. A 23 de novembro de 2023, foi agraciado com o grau de Grande-Oficial da Ordem do Infante D. Henrique, pelo Presidente da República, Marcelo Rebelo de Sousa.